# Guiu III Polentani
Guiu III Polentani fou fill i successor de Bernardi I Polentani com a senyor de Ravenna el 1359. Guiu III que va governar 30 anys, pacíficament. Es va emparentar amb altres senyors casant amb Elisa d'Este (1337-1381) fill d'Obizzo III d'Este. Les seves filles es van casar totes amb senyor o nobles veïns: Samaritana Polentani es va casar el 1378 amb Antoni della Scala senyor de Verona; Lisa amb Astorgi I Manfredi, senyor de Faenza; Alda, amb Nicolau Casali, senyor de Cortona; Beatriu amb Alberic de Barbiano, comte de Cunio; Eleta amb Francesc Gonzaga de la Casa de Gonzaga; i Licínia amb Venazio Varano, senyor de Camerino. També els fills es van casar amb noies de la noblesa: Bernardí II amb Llúcia della Scala; Ostasi II amb Caterina del Carretto; Obizzo amb Lisa Manfredi de la casa de Faenza (i en segones noces amb Lisa Malatesta); i Aldobrandí amb una altra Manfredi de Faenza. Guiu III fou empresonat pels sis fills, Bernardí II Polentani, Ostasi II Polentani, Obizzo Polentani, Aldobrandí Polentani, Azzo Polentani i Pere Polentani, i fou deixat morir de gana a la cel·la (1389).